# Lucilia bufonivora
Lucilia bufonivora este o specie de muște din genul Lucilia, familia Calliphoridae, descrisă de Moniez în anul 1876. Conform Catalogue of Life specia Lucilia bufonivora nu are subspecii cunoscute.